# Terremoto de las islas Andreanof de 1957
El terremoto de las islas Andreanof de 1957 ocurrió a las 04:22 hora local del 9 de marzo de 1957 con una magnitud de momento estimada entre 8,6 y 9,1 y una intensidad máxima de Mercalli modificada de VIII. Ocurrió al sur del grupo de las islas Andreanof, que es parte del arco de las islas Aleutianas. El evento ocurrió a lo largo de la Fosa de las Aleutianas, el límite de la placa convergente que separa la Placa del Pacífico y las placas de América del Norte cerca de Alaska. Siguió un tsunami en toda la cuenca, con efectos que se sintieron en Alaska y Hawái, y se registraron fuertes olas en la cuenca del Pacífico. Las pérdidas totales rondaron los 5 millones de dólares.